# Derrumbe del World Trade Center

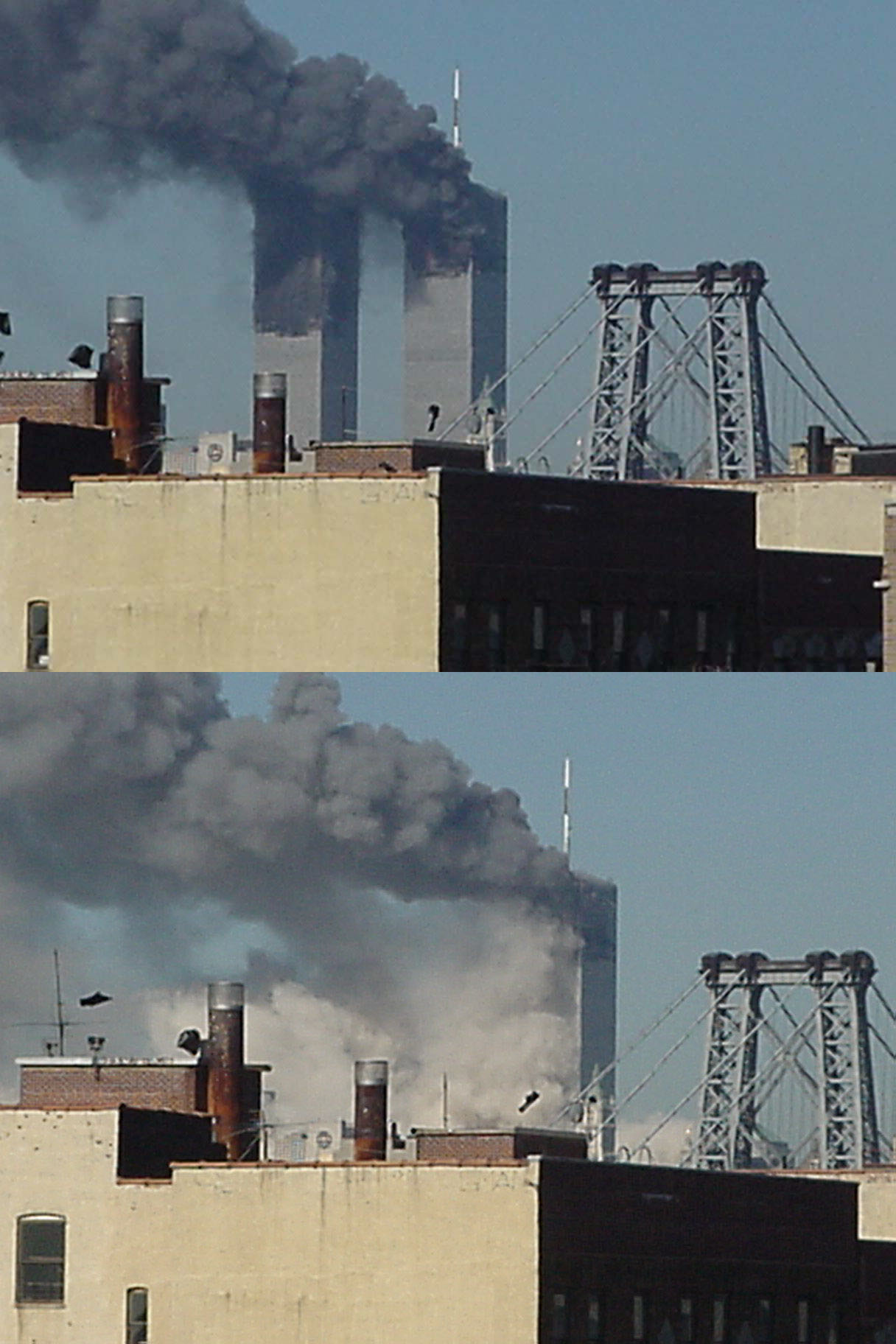
El derrumbe del WTC 2, en el Martes negro.

El derrumbe del World Trade Center (Torres Gemelas) se produjo durante los Atentados del 11 de septiembre de 2001, cuando cada una de las dos torres gemelas del World Trade Center (WTC) en Nueva York fue embestida por aviones de las aerolíneas American Airlines y United Airlines que habían sido secuestrados por comandos terroristas de Al-Qaeda. La Torre Sur se derrumbó menos de una hora después de ser atacada, a las 9:59, mientras que la Torre Norte, embestida a las 8:46, lo hizo a las 10:28 (hora local de Nueva York).
Dentro y cerca de las torres, 2.755 personas murieron, incluyendo los 157 pasajeros y tripulación a bordo de los dos aviones. El colapso de las Torres Gemelas también causó grandes daños en el resto de los complejos y edificios cercanos. A las 17:20, el World Trade Center 7 se derrumbó, como consecuencia de los daños y destrozos provocados por el derrumbe de la Torre Norte.
La Federal Emergency Management Agency (FEMA) concluyó su estudio de rendimiento de los edificios en mayo de 2002. Declaró que el diseño del WTC era adecuado, atribuyendo por completo los colapsos a factores extraordinarios fuera del control de los constructores. Aunque pedía un estudio más detallado, la FEMA propuso que el derrumbe fue probablemente iniciado por el debilitamiento de las vigas por los incendios resultantes de los impactos de las aeronaves. Según el informe de la FEMA, los pisos separados de la estructura principal del edificio cayeron unos sobre otros, iniciando un colapso progresivo en "panqueque".
La investigación inicial de la FEMA fue revisada por una posterior, más detallada, llevada a cabo por el Instituto Nacional de Estándares y Tecnología (NIST), que también consultó a entidades de ingeniería externas. Esta investigación se completó en septiembre de 2005. Al igual que la FEMA, NIST reivindicó el diseño del World Trade Center y señaló que la gravedad de los ataques y la magnitud de la destrucción fueron más allá de todo lo experimentado en las ciudades de EE. UU. en el pasado. NIST también destacó el papel de los incendios, pero no atribuyó los colapsos a fallos de vigas. En cambio, NIST halló que los pisos, al hundirse, tiraron de las vigas perimetrales hacia el interior: "Esto produjo el arqueo hacia el interior de las columnas perimetrales y el fallo de la cara sur del WTC 1 y la cara este de WTC 2, iniciando el derrumbe de cada una de las torres".
La limpieza del lugar implicó una operación a contrarreloj, con muchos contratistas y subcontratistas, y costó cientos de millones de dólares. La demolición de los edificios dañados de alrededor continuó incluso a medida que se construían los edificios que los iban a reemplazar: el One World Trade Center (Freedom Tower).

## Diseño estructural
El diseño de las torres era de tubo enmarcado, con plantas diáfanas, sin interrupciones de columnas o muros. Numerosas columnas perimetrales con un estrecho espaciado proporcionaban gran parte de la fuerza de la estructura, compartiendo la carga con las columnas del núcleo. A partir del séptimo piso había 59 columnas perimetrales a lo largo de cada cara de la construcción y había 47 columnas de carga en el núcleo. Todos los ascensores y las escaleras se encontraban en el centro.
Los pisos consistían en losas de hormigón ligero de 4 pulgadas (10 cm) de espesor, vertido sobre una cubierta de acero estriado. Los pisos eran sujetados por una retícula de vigas puente ligeras de celosía y vigas principales, con conexiones anguladas a la losa de hormigón para un efecto combinado. La vigas se extendían 60 pies (18 m) en las áreas anchas y 35 pies (11 m) en las áreas cortas. Las vigas conectaban con el perímetro en columnas alternadas, y por lo tanto, estaban a 6,8 pies (2,1 m) unas de otras. Los extremos de las vigas se fijaban con pernos; en el lado exterior, a unos asientos en L soldados, y en el interior, a un canal soldado a las columnas centrales. Los pisos estaban conectados a las placas anguladas mediante amortiguadores viscoelásticos, lo que contribuía a reducir la percepción de balanceo que sentían los ocupantes del edificio.
Las torres también incorporaban una "celosía sombrero" o "celosía estabilizadora", ubicada entre las plantas 107 y 110, que consistía en seis vigas a lo largo de la longitud axial del núcleo y cuatro a lo largo del eje corto. Este sistema permitía optimizar la redistribución de cargas de los diafragmas de los pisos entre el perímetro y el núcleo, mejorando el comportamiento entre los diferentes materiales de acero flexible y hormigón rígido, permitiendo a la estructura exterior transferir la carga del balanceo al núcleo. También hacía de soporte de la Torre de Transmisión.

### Preocupaciones sobre la seguridad de los impactos
Los ingenieros estructurales que trabajaban en el World Trade Center, consideraron la posibilidad de que un avión pudiera estrellarse en el edificio. En julio de 1945, un bombardero B-25 que se perdió en la niebla se estrelló en la planta 79 del Empire State. Un año más tarde, otro avión se estrelló en la planta 58 del edificio 40 Wall Street. Durante el diseño del World Trade Center, Leslie Robertson, uno de los ingenieros jefe, consideró la hipótesis del impacto de un avión Boeing 707 que podría perderse en la niebla y volando a velocidades relativamente bajas, tratando de aterrizar en el Aeropuerto JFK o Newark.
NIST encontró un artículo de tres páginas que mencionaba otro análisis del impacto de un Boeing 707 a 600 millas por hora (970 km/h), pero la documentación original del estudio se perdió cuando las oficinas de la Autoridad Portuaria fueron destruidas en el colapso del World Trade Center. En 1993, John Skilling, ingeniero principal del WTC, recordaba haber hecho el análisis, señalando que "Nuestro análisis indicó que el mayor problema sería que todo el combustible del avión se volcaría por el edificio. Habría un horrible incendio. Montones de gente morirían", dijo. "La estructura del edificio seguiría estando allí". En su investigación, el NIST halló razones para creer que carecían de la adecuada capacidad para modelar correctamente el efecto de estos impactos en las estructuras, sobre todo los efectos de los incendios, aunque no ofrece evidencia para esta consideración.

### Aislamiento ignífugo
En la construcción original se incorporó aislamiento ignífugo, y se añadió más tras un incendio en 1975 que se extendió 6 pisos antes de extinguirse. Después del atentado de 1993, unas inspecciones revelaron que el aislamiento ignífugo era deficiente. La Autoridad Portuaria estaba en proceso de sustituirlo, pero se habían completado solo 18 pisos en la Torre Norte del World Trade Center, incluyendo todas las plantas afectadas por el impacto del avión y los incendios, y 13 pisos de la Torre Sur, aunque sólo tres de estas plantas (77, 78 y 85) fueron directamente afectadas por el impacto. Aunque el grosor del aislamiento sustitutivo estaba especificado en 1,5 pulgadas (3,8 cm) de espesor, NIST encontró que el grosor medio era de 2,5 pulgadas (6,4 cm). NIST concluyó que "ni el estado del aislamiento antes de que los aviones impactaran en el WTC, ni el espesor del aislamiento aplicado al sistema de pisos, desempeñaron un papel importante".

## Atentados del 11 de septiembre de 2001

### Impacto de los aviones

Esquema de cómo impactaron los aviones.

Ese día, terroristas suicidas de Al-Qaeda tomaron el control de dos aviones Boeing 767 que cubrían el trayecto Boston-Los Ángeles, poco después de su salida desde el Aeropuerto Internacional Logan. En sus momentos finales, el vuelo 11 de American Airlines voló hacia el sur en dirección a Manhattan y se estrelló a 710 km/h en la fachada norte de la Torre Norte, entre las plantas 93 y 99, a las 8:46. 17 minutos más tarde, a las 9:03, el vuelo 175 de United Airlines, aproximándose desde el sudoeste, impactó en la fachada sur de la Torre Sur a 870 km/h, entre las plantas 77 y 85. Además de provocar la destrucción de numerosas vigas de carga del perímetro y del núcleo de las torres, como consecuencia del impacto se quemaron unos 38.000 litros de combustible de avión, originando incendios en las áreas de oficinas. Parte del combustible bajó por el hueco de al menos un ascensor en cada edificio, explotando en los pisos 77 y 22 y en el lado oeste de la recepción.

### Incendios
El primer avión se estrelló en la torre norte a las 8:46 de la mañana del 11 de septiembre incendiando a esta en menos de una hora, el segundo avión en cambio se estrelló en la torre sur a las 9:03 del mismo día y al igual que su gemela, la torre estaba incendiada en menos de 60 minutos. El terrible atentado provocó casi 3.000 muertos y montones de heridos y los terroristas causantes murieron en el impacto de ambos aviones.

### Colapso de la Torre Sur
Mientras los incendios continuaban ardiendo,  los ocupantes atrapados en los pisos superiores de la Torre Sur proporcionaban información a través del 9-1-1. A las 9:37, un ocupante de la planta 105 informó que por debajo de él, en el piso "noventa y algo", se había derrumbado un piso. La unidad aérea también informó sobre el deterioro de las condiciones de los edificios a los comandantes de la Policía, quienes emitieron órdenes de evacuar a su personal de las torres. A las 9:52, la unidad aérea del departamento de Policía de Nueva York (NYPD) informó por radio que "pueden estar cayendo fragmentos grandes de la parte superior del WTC 2. Hay grandes fragmentos colgando". Con las advertencias, la Policía emitió órdenes de retirar todo su personal de la torre. Durante la respuesta de emergencia, hubo una comunicación mínima entre la Policía y el departamento de bomberos de Nueva York (FDNY), y los que atendían las llamadas en el 9-1-1 se vieron desbordados y no pasaron información a los comandantes del FDNY que estaban en el lugar. A las 9:59, se derrumbó la Torre Sur, 56 minutos después de ser golpeada. Después de haber sido embestida, solo catorce personas lograron escapar de la zona de impacto de la Torre Sur, y solo cuatro personas de los pisos situados por encima de ella, entre ellos Stanley Praimnath y Brian Clark, escaparon a través de la escalera A, la única escalera que había quedado intacta tras el impacto.

### Colapso de la Torre Norte

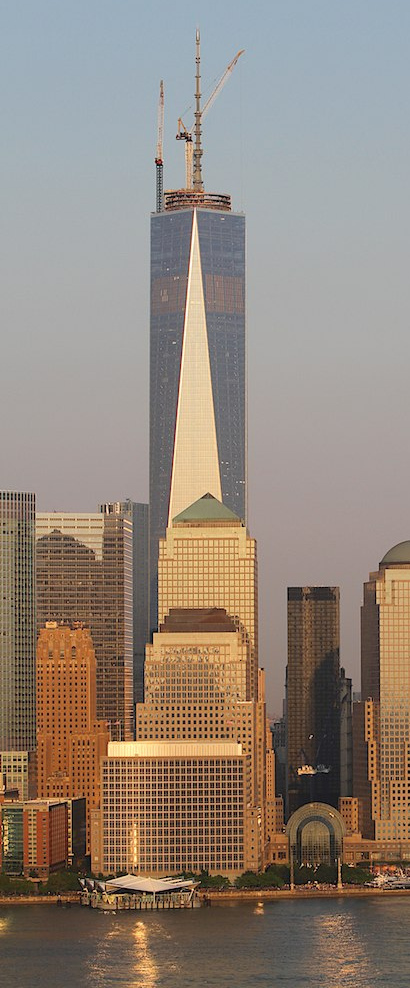
One World Trade Center. Esta es la nueva torre después del colapso de la torre norte

Tras el derrumbe de la Torre Sur, los helicópteros del NYPD retransmitían información sobre la situación de la Torre Norte. A las 10:20, la unidad aérea del NYPD informaron que "la parte superior de la torre podría estar inclinándose", y un minuto después que la Torre Norte "se está combando por la esquina noroeste e inclinándose hacia el sur". A las 10:27, la unidad aérea informó que "el techo se va a venir abajo en breve". La Torre Norte se derrumbó a las 10:28, tras arder durante 102 minutos.
Después de que la Torre Sur se derrumbara, los comandantes del FDNY emitieron órdenes de evacuar a los bomberos en la Torre Norte. Debido a problemas en la comunicación por radio, los bomberos dentro de las torres no escucharon la orden de evacuación de sus supervisores en la escena, y la mayoría no eran conscientes de que la otra torre se había derrumbado. 343 bomberos murieron en las Torres Gemelas, por el resultado del colapso de los edificios. Nadie situado en la zona de impacto ni por encima de ésta en la Torre Norte pudo escapar después de haber sido golpeada, pues todas las escaleras y huecos de ascensores en esos pisos fueron destruidos.

### Colapso del World Trade Center 7
El WTC estaba compuesto por siete edificios, tres de los cuales se derrumbaron completamente en el día de los ataques. A las 17:21 después de desmoronarse la azotea de este a las 17:20, el World Trade Center 7, un edificio de 47 plantas, se convirtió en el tercer edificio que se derrumbó. A diferencia de las Torres Gemelas, el derrumbamiento del WTC 7 había sido anticipado varias horas antes y el edificio había sido evacuado.
El estudio provisional de FEMA no fue concluyente en relación con el colapso del World Trade Center 7. La investigación del colapso de WTC 7 fue realizada por separado, y con posterioridad a la investigación del colapso de las Torres Gemelas. En junio de 2004, el NIST publicó un informe con los resultados de su hipótesis de trabajo para el World Trade Center 7, que fue que un fallo en una columna, causado por el daño, ya sea de fuego o la caída de escombros de los derrumbes de las dos torres, avanzó primero verticalmente y luego horizontalmente resultando en "un colapso desproporcionado de toda la estructura".
El 20 de noviembre de 2008, NIST publicó su informe final sobre la caída del WTC 7. En el informe, NIST explica que el fuego fue la razón principal del derrumbe, junto con la falta de agua para luchar contra el mismo. El fuego continuó ardiendo toda la tarde en los pisos inferiores. A las 17:20, una columna crítica se combó, provocando el colapso del piso 13, que causó un fallo en cadena de todos los pisos que culminó con la caída de toda la estructura. La fachada al completo por encima de la región de la columna combada se desplomó hacia abajo como una sola unidad, hasta completarse la secuencia de colapso global.

## Directamente después del ataque

Situación de localización de los impactos

En el período inmediatamente posterior a los ataques, numerosos ingenieros estructurales y expertos hablaron a los medios de comunicación, describiendo lo que pensaban que había causado el colapso de las torres. Hassan Astaneh, un profesor de ingeniería estructural en la Universidad de California en Berkeley, explicó que las altas temperaturas en el incendio debilitaron el acero de las vigas y columnas, causando que se volvieran "débiles y pastosas" hasta que, finalmente, no pudieron apoyar la estructura superior. Astaneh también sugirió que las protecciones ignífugas se desprendieron durante el impacto inicial de las aeronaves. También explicó que, una vez que el primer fallo estructural ocurrió, el colapso progresivo de toda la estructura era inevitable. César Pelli, que diseñó las Torres Petronas de Malasia y el World Financial Center de Nueva York, comentó que "El edificio no estaba preparado para este tipo de estrés".
El 13 de septiembre de 2001, Zdeněk Bažant, profesor de ingeniería civil y ciencia de materiales en la Universidad Northwestern, publicó un proyecto de documento con los resultados de un simple análisis de la caída del World Trade Center. Bažant sugirió que el calor de los incendios fue un factor clave, provocando que las columnas de acero, tanto en el núcleo como en el perímetro, se debilitaran y deformaran antes de perder su capacidad de carga y combarse. Una vez combada más de la mitad de las columnas de un piso, la estructura superior ya no puede ser apoyada y colapsa por completo. Bažant publicó más tarde una versión ampliada de su análisis. Otro análisis fue realizado por los ingenieros civiles Oral Buyukozturk y Franz-Josef Ulm del Instituto Tecnológico de Massachusetts (MIT), quienes también describieron un mecanismo de colapso el 21 de septiembre de 2001. Más tarde contribuyeron a una colección de documentos del MIT sobre el derrumbe del WTC editada por Eduardo Kausel, llamada The Towers Lost and Beyond.

## Investigaciones
Inmediatamente después de los atentados, hubo cierta confusión sobre quién tenía la autoridad para llevar a cabo una investigación oficial. Si bien existen procedimientos claros para la investigación de accidentes de aviación, ningún organismo había sido designado de antemano para investigar derrumbes de edificios. El Instituto de Ingenieros Estructurales de la Sociedad Americana de Ingenieros Civiles (ASCE) reunió rápidamente un equipo. También participaron el Instituto Americano de Construcción en Acero, el Instituto Americano de Hormigón, la Asociación Nacional de Protección contra el Fuego (NFPA), y la Sociedad de Ingenieros de Protección contra Incendios. ASCE, en última instancia, invitó a FEMA a unirse a la investigación, que se completó con los auspicios de esta última.
La investigación fue criticada por algunos ingenieros y los legisladores en EE. UU. Tuvo poca financiación, ninguna facultad para exigir pruebas, y un acceso limitado al sitio del WTC. Uno de los principales puntos de controversia por entonces fue que la limpieza del sitio del WTC estaba dando lugar a la destrucción de la mayoría de los elementos de acero de los edificios. De hecho, cuando NIST publicó su informe final, señaló "la escasez de evidencia física" que había tenido a su disposición para investigar los colapsos. Sólo quedó una fracción de un porcentaje de los edificios para su análisis después de que la limpieza se completó: unas 236 piezas individuales de acero, pese a haberse recuperado el 95% de planchas y vigas estructurales y el 50% de las barras de refuerzo. FEMA publicó su informe en mayo de 2002. Aunque el NIST ya había anunciado su intención de investigar los colapsos en agosto del mismo año, para el 11 de septiembre de 2002 (un año después del desastre) había cada vez más presión pública para una investigación más exhaustiva. El Congreso aprobó el National Construction Safety Team Act en octubre de 2002, dando autoridad a NIST para llevar a cabo una investigación del colapso del World Trade Center.

## Mecanismo de colapso

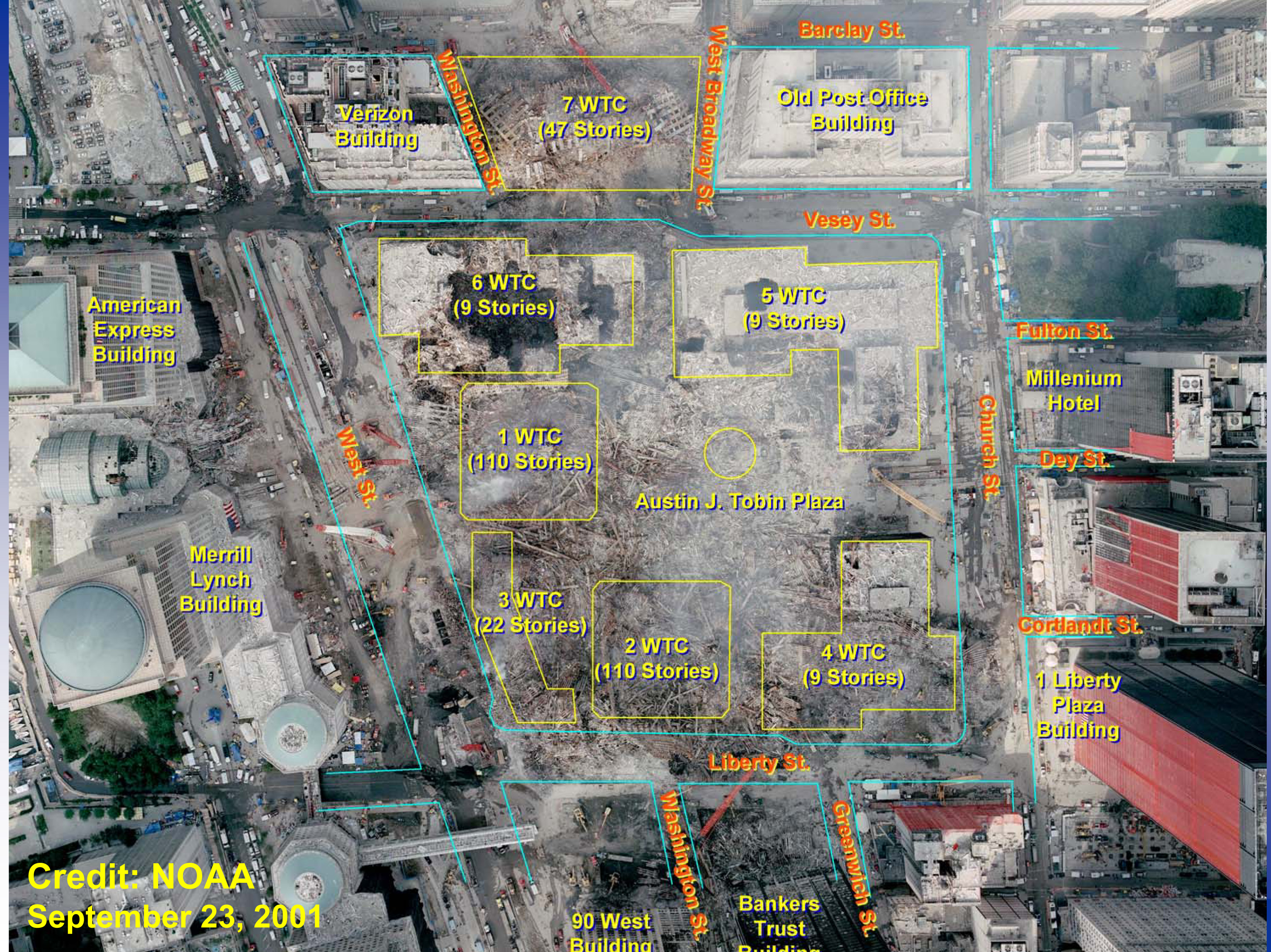
Fotografía aérea del World Trade Center, donde se resalta la ubicación original de los edificios del complejo.

Ambos edificios se derrumbaron simétricamente y más o menos en línea recta hacia abajo, aunque hubo cierta inclinación de la parte superior de las torres y una gran cantidad de escombros desprendiéndose por los lados. En ambos casos, la parte del edificio que había sido dañada por los aviones falló, causando que la sección que estaba por encima de los puntos de impacto cayera sobre la inferior sin dañar. Los primeros fragmentos de los muros externos que cayeron de la Torre Norte golpearon el suelo 11 segundos después del comienzo del derrumbe, y los fragmentos de la Torre Sur tras 9 segundos de iniciarse. Secciones significativas de los núcleos (60 pisos del WTC 1 y 40 pisos del WTC 2) permanecieron en pie hasta 25 segundos después del inicio del derrumbe, antes de colapsar ellos mismos.
Pese a que estaban diseñados para soportar cargas estáticas enormes, ofrecieron poca resistencia a la masa en movimiento de las secciones por encima de los pisos donde se inició el colapso. Los sistemas estructurales responden de forma muy distinta a cargas estáticas y dinámicas, y puesto que el movimiento de la sección que caía fue una caída de al menos un piso (unos 3 m), la estructura inferior fue incapaz de detener los colapsos una vez iniciados. De hecho, una caída libre de sólo medio metro habría bastado para liberar la suficiente energía para iniciar un colapso imparable.

### Inicio del colapso
Tras el impacto y antes del colapso, los núcleos de ambas torres se podían dividir en tres secciones distintas. Por encima y por debajo de los pisos impactados, los núcleos consistían en lo que esencialmente eran dos cajas rígidas; el acero de esas secciones estaba intacto y no había sufrido calentamientos significativos. La sección entre ellos, sin embargo, sí había sufrido daños importantes y, aun no siendo capaces de fundirlo, los incendios estaban debilitando el acero estructural. Como resultado, las columnas del núcleo estaban siendo lentamente aplastadas, sosteniendo deformación plástica y fluencia lenta por el peso de los pisos superiores. Cuando la sección superior intentó ceder, sin embargo, la celosía estabilizadora redistribuyó la carga a las columnas perimetrales. Mientras tanto, las columnas perimetrales y los pisos también estaban siendo debilitados por el calor del fuego, y conforme los pisos empezaron a hundirse, tiraron de los muros exteriores hacia adentro. En el caso del WTC 2, esto causó el arqueamiento de la cara este, transfiriendo la carga de nuevo hacia el núcleo, que ya había fallado, a través de la celosía estabilizadora, iniciando así el colapso. En el caso del WTC 1, el muro sur se combó de la misma forma y con consecuencias similares.

### Colapso total progresivo
El colapso del World Trade Center ha sido llamado "el paradigma más tristemente famoso" de colapso progresivo. En el caso de ambas torres, las secciones superiores se inclinaron hacia el lado donde los muros laterales se habían combado, comportándose básicamente como bloques sólidos separados del resto de los edificios. Cayeron al menos un piso en caída libre e impactaron las secciones inferiores con una fuerza equivalente a más de treinta veces su propio peso. Esto era suficiente para doblar las columnas de los pisos inmediatamente por debajo, por lo que los bloques cayeron de nuevo un piso más. El colapso total era inevitable conforme el proceso se repetía a lo largo de la altura total de las secciones inferiores. La fuerza de cada impacto era además muy superior al momento horizontal de cada sección superior, lo que evitó que la inclinación de éstas creciera significativamente. Permanecieron intactas a lo largo del colapso, con su centro de gravedad dentro del perímetro de cada edificio. Tras destruir las secciones inferiores, las superiores fueron destruidas ellas mismas al alcanzar el suelo.

## Otros edificios

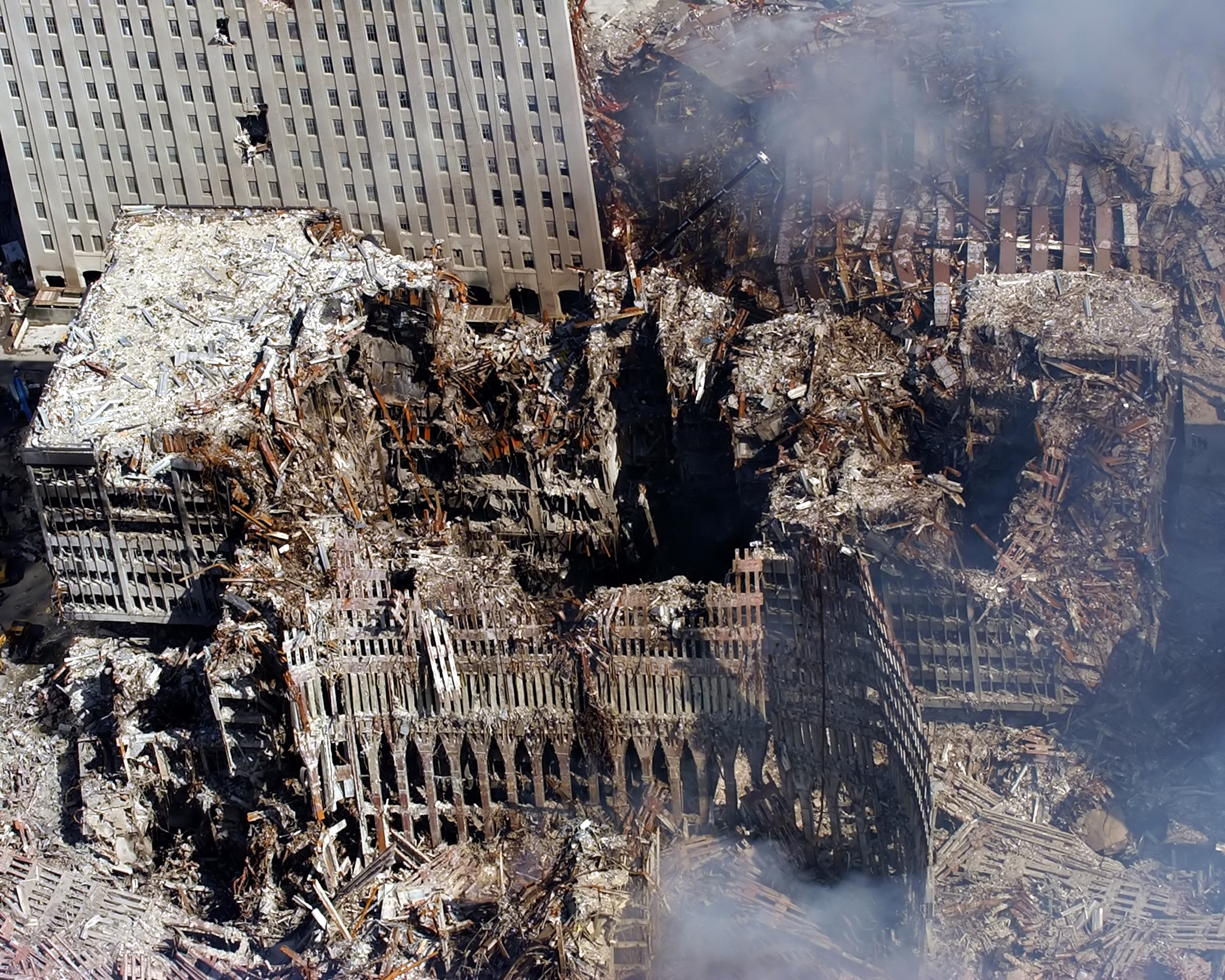
Vista de la zona de los daños en el complejo y aledaños.

Muchos de los edificios colindantes también fueron dañados o destruidos cuando las torres cayeron:
- El World Trade Center 5 sufrió un gran incendio y un colapso parcial de su estructura de acero.

Otros edificios dañados o destruidos fueron: 
- Iglesia ortodoxa griega de San Nicolás
- Marriott World Trade Center (WTC Marriott Hotel 3)
- Sur Plaza (4 WTC), de Aduanas y de los EE. UU.
- World Trade Center 6
- World Financial Center

Otros edificios de las calles:
- 90 West Street, y 130 Cedar Street sufrieron incendios
- El Deutsche Bank Building, Verizon, y el World Financial Center 3 sufrieron daños por el colapso de las torres.[43]
- Al igual que la calle 90 West.
- Plaza de la Libertad ha sobrevivido estructuralmente pero sostenido daño superficial incluyendo las ventanas destrozadas.
- 30 West Broadway fue dañada por el colapso de WTC 7.

### Limpieza
La limpieza fue una operación masiva coordinada por el Departamento de Diseño y Construcción de la ciudad de Nueva York. El 22 de septiembre, un primer plan de limpieza fue entregado por la Controlled Demolition, Inc. de Phoenix, Maryland. Mark Loizeaux, presidente de la CDI, destacó la importancia de proteger el muro de lodo (o "la tina"), que mantuvo el río Hudson desde la inundación del sótano del WTC. Se trabajó a contrarreloj, con muchos contratistas y subcontratistas, y el costo de cientos de millones de dólares.
El gran montón de escombros en el sitio se quemó durante tres meses, resistió los intentos de sofocar el incendio hasta que la mayoría de los escombros fueron finalmente retirados del sitio.
A principios de noviembre, con un tercio de los escombros retirados, los funcionarios comenzaron a reducir el número de bomberos y oficiales de policía asignados a la recuperación de los restos de las víctimas, con el fin de dar prioridad a la eliminación de los desechos. Esto provocó enfrentamientos con los bomberos. En 2007, la demolición de los edificios dañados aún estaba en curso paralelamente con la construcción del nuevo complejo del World Trade Center.

## Efecto potencial en la salud
El colapso del World Trade Center produjo enormes nubes de polvo que cubrieron Manhattan durante días. El 18 de septiembre de 2001, la Agencia de Protección Ambiental emitió una declaración asegurando al público que el aire de Manhattan era "seguro para respirar". En un informe publicado en 2003, sin embargo, el inspector general de la EPA encontró que la agencia no tenía datos suficientes para formular tal declaración. Asimismo, consideró que la Casa Blanca había influido en la EPA para eliminar advertencias de precaución, asegurando que se incluían en el informe, en parte motivado por el deseo de reanudar la actividad de Wall Street. De hecho, el colapso del World Trade Center dio lugar a graves reducciones en la calidad del aire y es la causa probable de muchas enfermedades respiratorias, siendo los primeros afectados los residentes y trabajadores en oficinas y negocios del Bajo Manhattan.

## Demolición Controlada: Teorías de la conspiración
Según una encuesta de 2006, el 16 por ciento de los adultos estadounidenses cree que el World Trade Center podría haber sido destruido por demolición controlada, más que como resultado de los impactos del avión. Existen ingenieros que apoyan esta teoría. Esta idea ha sido rechazada por el NIST, que llegó a la conclusión de que no había explosivos o demolición controlada que participaron en los colapsos de las torres del WTC.